# Johann Schreck

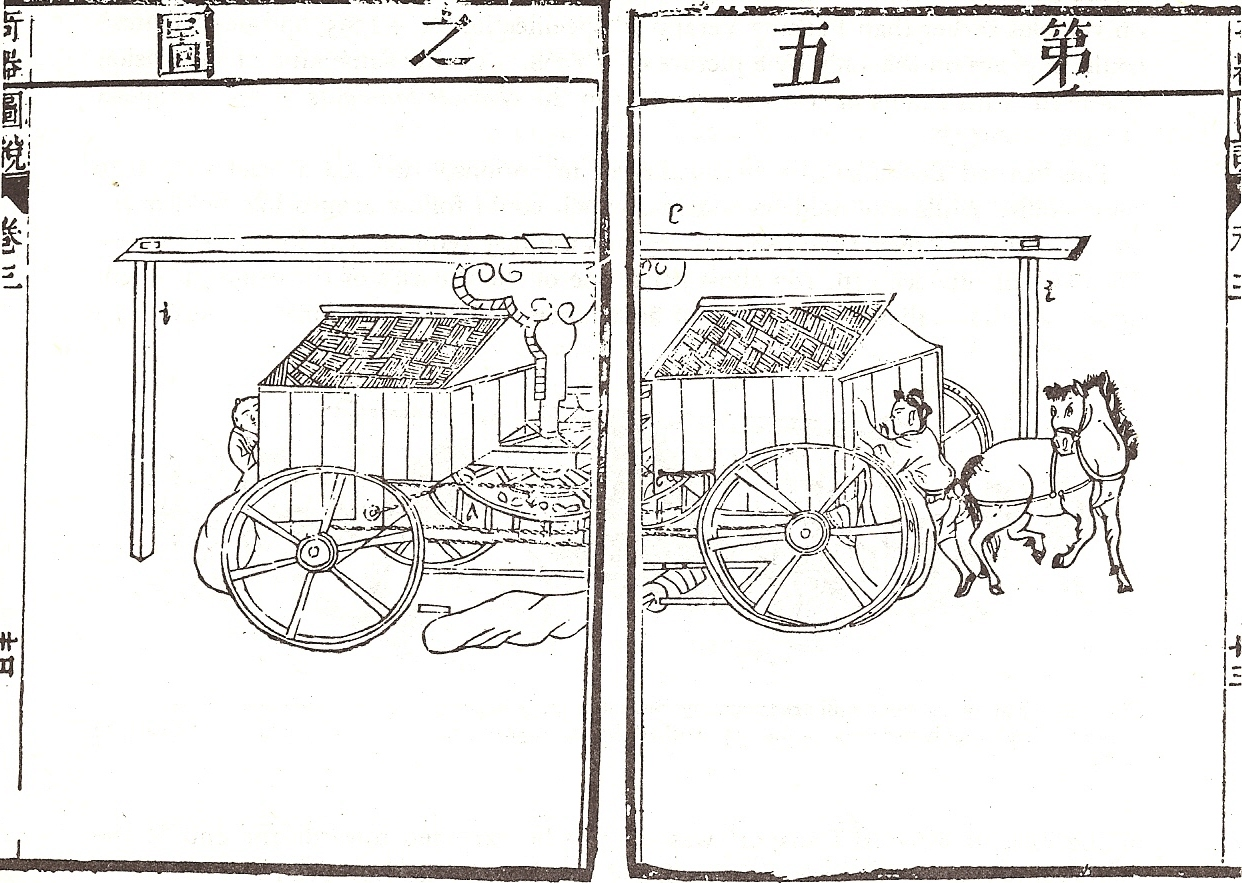
Yuanxi Qiqi Tushuo Luzui tradotto da Johann Schreck

Johann Schreck, latinizzato in Johannes Terrentius e italianizzato in Giovanni Terrenzio (Bingen, 1576 – Pechino, 11 maggio 1630), fu un astronomo e naturalista tedesco, missionario gesuita in Cina.

## Biografia
Originario della diocesi di Costanza, si laureò in medicina a Padova, dove fece anche la conoscenza di Galileo Galilei. Grande esperto anche di matematica e astronomia, nel 1611 venne chiamato da Federico Cesi a far parte dell'Accademia dei Lincei (fu il primo tedesco ad esservi ascritto): dovette abbandonare l'Accademia nel 1616, quando abbracciò la vita religiosa nella Compagnia di Gesù, ma restò in contatto con i Lincei.
Nel 1618 partì come missionario per la Cina e sbarcò a Macao nel luglio 1619. Introdusse nel paese asiatico le nuove conoscenze matematiche e geometriche e le nuove tecniche per la costruzione degli strumenti astronomici. Venne chiamato a Pechino dall'imperatore Chongzhen per lavorare alla riforma del calendario.
Lasciò un'opera in due tomi (incompleta), il Plinius indicus, con la descrizione degli animali, delle piante e delle loro proprietà medicinali.